# BLVRA
BLVRA (англ. Biliverdin reductase A) – білок, який кодується однойменним геном, розташованим у людей на короткому плечі 7-ї хромосоми. Довжина поліпептидного ланцюга білка становить 296 амінокислот, а молекулярна маса — 33 428.
| 10         |  | 20         |  | 30         |  | 40         |  | 50         |
| ---------- |  | ---------- |  | ---------- |  | ---------- |  | ---------- |
| MNAEPERKFG |  | VVVVGVGRAG |  | SVRMRDLRNP |  | HPSSAFLNLI |  | GFVSRRELGS |
| IDGVQQISLE |  | DALSSQEVEV |  | AYICSESSSH |  | EDYIRQFLNA |  | GKHVLVEYPM |
| TLSLAAAQEL |  | WELAEQKGKV |  | LHEEHVELLM |  | EEFAFLKKEV |  | VGKDLLKGSL |
| LFTAGPLEEE |  | RFGFPAFSGI |  | SRLTWLVSLF |  | GELSLVSATL |  | EERKEDQYMK |
| MTVCLETEKK |  | SPLSWIEEKG |  | PGLKRNRYLS |  | FHFKSGSLEN |  | VPNVGVNKNI |
| FLKDQNIFVQ |  | KLLGQFSEKE |  | LAAEKKRILH |  | CLGLAEEIQK |  | YCCSRK     |

A: Аланін

C: Цистеїн

D: Аспарагінова кислота

E: Глутамінова кислота

F: Фенілаланін

G: Гліцин

H: Гістидин

I: Ізолейцин

K: Лізин

L: Лейцин

M: Метіонін

N: Аспарагін

P: Пролін

Q: Глутамін

R: Аргінін

S: Серин

T: Треонін

V: Валін

W: Триптофан

Кодований геном білок за функціями належить до оксидоредуктаз, фосфопротеїнів. 
Задіяний у такому біологічному процесі, як ацетилювання. 
Білок має сайт для зв'язування з НАД, іонами металів, іоном цинку, НАДФ. 
Локалізований у цитоплазмі.